# Letopisețul Cantacuzinesc
A Letopisețul Cantacuzinesc (Cantacuzino-krónika), teljes címén Istoria Țării Românești de când au descălecat pravoslavnicii creștini (1290–1690) azaz Havasalföld története amióta a pravoszláv keresztények megtelepedtek (1290-1690) a Cantacuzino-család megbízásából készült az 1600-as évek végén. A Cantacuzinók bizánci eredetű bojárok voltak, akik számos fejedelmet adtak Havasalföldnek. A krónika szerzője ismeretlen, bár többen elfogadják Nicolae Iorga véleményét, aki szerint Stoica Ludescu írta, aki háziszolga volt a Cantacuzino udvarban.

## Története
A krónika Havasalföld történetét dolgozza fel két részben, 1290 és 1690 között. A krónika első része az első 370 évet dolgozza fel, míg a krónika második része az utolsó 30-at. Egyik fontos magyar vonatkozása, hogy leírja a románság északra vándorlását és Magyarországra költözését:
"Insă dintâi izvodindu-se de rumânii carii s-au despărțit de la romani şi au pribegit spre miiazănoapte. Deci trecând apa Dunării, au descălecat la Turnul Severinului; alții în Țara Ungurească, pre apa Oltului, şi pre apa Morășului, şi pre apa Tisei ajungând şi până la Maramurăș. Iar cei ce au descălecat la Turnul Severinului s-au tins pre supt poalele muntelui până în apa Oltului; alții s-au pogorât pre Dunăre în jos. Și așa umplându-se tot locul de ei, au venit până în marginea Necopoeie".
"De először beszéljünk a románokról, akik elszakadtak a rómaiaktól és észak felé vándoroltak. Tehát a Duna vize felé költöztek, átkeltek Szörényvárnál; egyesek Magyarországra az Olt vizéhez, a Maros vizéhez, a Tisza vizéhez, elérve egészen Máramarosig is. És azok, akik átkeltek Szörényvárnál, elérték a hegység lábát az Olt vizénél. Egyesek lementek a Duna mentén és így betöltötték magukkal az egész helyet és Necopoi határáig jöttek."
Ez után rátér Havasalföld 1290-es megalapítására, ami Negru Vodă, Fogaras nagyhercege nevéhez fűződik. Innentől kezdve bepillantást nyerhetünk Havasalföld külső és belső viszonyaira. 
További magyar vonatkozások: 
Számtalan kevésbé vagy egyáltalán nem közismert tényre lehet bukkanni benne.   
Részletesen beszámol a havasalföldi fejedelmek törökellenes harcairól és a magyaroktól kapott segítségről. Leírja, hogy baj esetén rendszeresen a Magyar Királyság területén leltek menedéket. Továbbá olvasható benne a magyar katonák havasalföldi részvétele is a törökök elleni küzdelmekben.   
Például beszámol Radu de la Afumați (V.Radu) fejedelem életéről és arról, hogy sokakhoz hasonlóan ő is Magyarországra menekült védelmet kérve. Szó esik arról is, hogy hogyan kért és kapott katonai segítséget a magyar királytól:
„Şi s-au dus la Ianoş-crai, şi au căzut la picioarele lui şi l-au rugat să se milostivească să nu lase ţara creştinească în mâinile păgânilor. Într-acéia Ianoş s-a milostivit pre creştini şi s-au gătit de oaste cu 30.000 de unguri, tot voinici aleşi. Şi au pogorât pre la Rucăr aici în ţară, şi au venit Ianoş-crai pân’ la oraş la Piteşti. Iar Mehmet-bei n-au cutezat ca să-l aştepte, ci curând au fugit peste Dunăre.
„És elment János királyhoz és a lábai elé esett és kérte őt, hogy legyen kegyelmes és ne hagyjon egy keresztény országot a pogányok kezében. És ez a János kegyelmes volt a keresztényekhez és 30 000-es magyar sereget küldött, mind válogatott harcosokat. És leereszkedtek Rucăr felé, ide ebbe az országba, és János király is eljött  Pitești városáig. És Mehmet bej nem merte bevárni őt, hanem gyorsan elmenekült a Duna túloldalára.”
A krónika aprólékosan beszámol Báthory Zsigmond és Vitéz Mihály törökellenes szövetségéről is. Később pedig Mihály vajda erdélyi ténykedését is számba veszi. 